# فراری ۵۹۹
فراری ۵۹۹ جی‌تی‌بی فیورانو (به ایتالیایی: Ferrari 599 GTB Fiorano) یک خودروی جی‌تی است که توسط شرکت ایتالیایی فراری از سال ۲۰۰۶ تا ۲۰۱۲ تولید می‌شد. این خودرو توسط پینینفارینا زیر نظر جیسون کاستریوتا طراحی شده‌است.
بدنه و شاسی این ماشین برای برای پایین آوردن وزن تماماً از آلومینیوم ساخته شده‌است، به‌طوری‌که مهندسان فراری خودرویی با این هیبت را به وزنی حدود ۱۸۵۰ کیلو رسانده‌اند «۲۰۰ کیلو سنگین‌تر از تویوتا کمری و ۶۵۰ کیلو سنگین‌تر از سمند» که برای یک خودروی ۱۲ سیلندر یک رکورد خوب محسوب می‌شود.
پوسته موتور این فراری از مدل موتور انزو قرض گرفته شده‌است و برای پایین آوردن هزینهٔ ساخت در ساخت موتور از آلیاژها و مواد ارزان‌تری استفاده شده‌است. این کار نه تنها کیفیت ساخت فیورانو را پایین نیاورده بلکه تجربه‌های جدید مهندسین فراری موجب شد تا این موتور مقاومت بهتری نیز بدست بیاورد و در زمینهٔ موتورهایی با این حجم پس از دو موتور از شرکت ب‌ام‌و در طی دو سال مداوم از سال ۲۰۰۶ تاکنون به‌عنوان یکی از موتورهای برتر باشد و در جایگاه بالاتری از رقبایی همچون لامبورگینی، مرسدس مک‌لارن و پورشه قرار گیرد. بعد از موتور بارزترین ویژگی این خودرو سیستم سامانه تعلیق آن است.
این سیستم که توسط کمپانی آمریکایی دلفی طراحی شده‌است به SCM معروف است؛ که با کمک ۸ حسگر (۴ حسگر برای چرخ‌ها و۴ حسگر برای کمک فنرها) دارد؛ که این حسگرها آخرین گزارش چگونگی چرخ‌ها با طول مسیر را به کامپیوتر خودرو رسانده و موجب واکنش کمک فنرها در یک هزارم ثانیه می‌شوند و بهترین حا لت را برای ادامه مسیر انتخاب می‌کند؛ و در این مدل فراری مهندسین این شرکت با بهینه‌سازی این سیستم این زمان را به یک دهم این زمان رسانده‌اند. چگونگی کار این سیستم به این صورت است که در کمک فنر این ماشین نوعی روغن هیدرولیک که به آن براده‌های آهن افزوده شده‌است وجود دارد. از سوی دیگر پیستون‌های شناور در روغن هر کمک فنر نیز با یک سیستم الکتریکی در پیوند هستند. بدین روی با بالا بردن ولتاژ، براده‌های آهن شناور در روغن، چند لایه مغناطیسی ساخته و کار بازی پیستون کمک فنر در روغن را سخت‌تر می‌نمایند. بدین گونه کمک فنرهای این ماشین سفت‌تر و با عکس این کار کمک فنرها نرم‌تر می‌شوند.
تا کنون حدود ۲۰۰۰ دستگاه از این خودرو تولید شده‌است. این مدل در سال ۲۰۱۲ با فراری اف۱۲ جایگزین شد.